# Endasys kinoshitai
Endasys kinoshitai är en stekelart som beskrevs av Tohru Uchida 1955. Endasys kinoshitai ingår i släktet Endasys och familjen brokparasitsteklar. Inga underarter finns listade i Catalogue of Life.